# Phylidorea (Phylidorea) costalis
Phylidorea (Phylidorea) costalis is een tweevleugelige uit de familie steltmuggen (Limoniidae). De soort komt voor in het Palearctisch gebied.